# Obergeldern

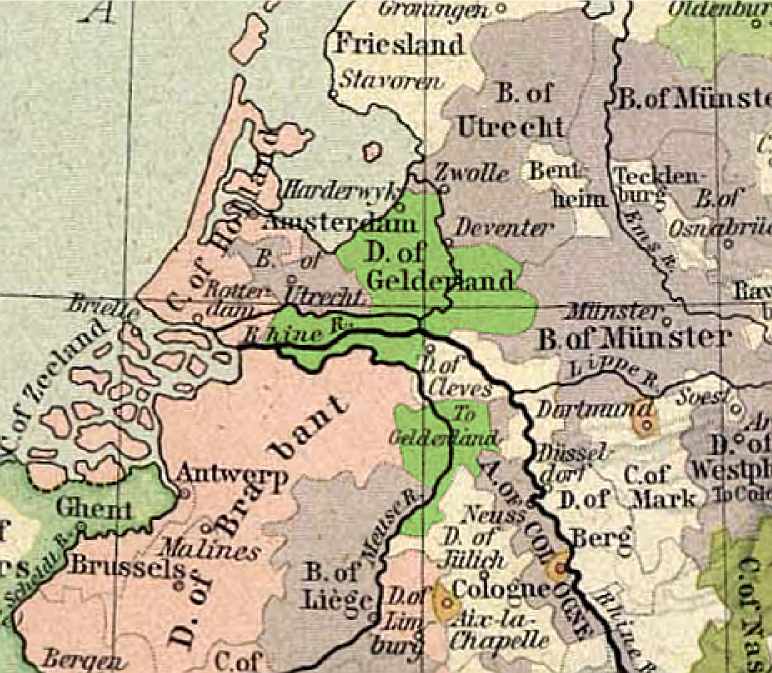
Das Herzogtum Geldern 1477

Obergeldern war eins der vier sogenannten Quartiere und zugleich auch das Stammgebiet des Herzogtums Geldern. Das Gebiet wird meistens als das Oberquartier von Geldern bezeichnet.

Das Gebiet von Obergeldern erstreckte sich über weite Teile der heutigen Provinz Limburg in den Niederlanden sowie der Region Niederrhein im heutigen Bundesland Nordrhein-Westfalen in Deutschland, hierbei insbesondere über das Gebiet des heutigen Kreises Kleve.

## Geschichte

Obergeldern zwischen 1547 und 1712/14

Der Name der niederländischen Provinz Gelderland erinnert an die Stadt und das frühere Gebiet des Herzogtums Geldern. Die heutige niederländische Provinz ist Nachfolger des historischen Herzogtums Geldern (ndl. auch: „Gelre“ oder „Gelder“), welches um die Stadt Geldern herum entstand.

Zum Herzogtum Geldern gehörten im Norden die drei sog. Quartiere von Niedergeldern, aus denen die spätere niederländische Provinz Gelderland entstand:
- (1) das Quartier Zutphen; die Grafschaft Zutphen,
- (2) das Quartier Arnheim; die Veluwe,
- (3) das Quartier Nimwegen; die Stadt und das Reich von Nimwegen, das Land van Maas en Waal, die Betuwe und der Bommelerwaard

Dieses nördliche Niedergeldern gehörte zwar zum Gebiet des Herzogtums Geldern, war damit aber geografisch nicht verbunden und bildete demnach eine Exklave.

Zur besseren Unterscheidung von diesen drei nördlichen Niederquartieren wurde nun das weiter südlich gelegene geldrische Stammgebiet als Obergeldern, Oberquartier von Geldern oder Quartier von Roermond bezeichnet.
Im Mittelalter war das große, noch aus allen vier Quartieren bestehende Geldern ein selbständiges und wichtiges Herzogtum. Das benachbarte Herzogtum Kleve lag aber wie ein Keil zwischen den nördlichen und südlichen Teilgebieten. Die Selbständigkeit des Herzogtums Geldern endete mit dem Vertrag von Venlo 1543.
Als Folge des niederländischen Unabhängigkeitskrieges wurde das Herzogtum Geldern aufgeteilt, dabei nahmen die drei nördlichen Quartiere 1579 an der Union von Utrecht teil und wurden später als Provinz Gelderland ein Teil der Republik der Vereinigten Niederlande.

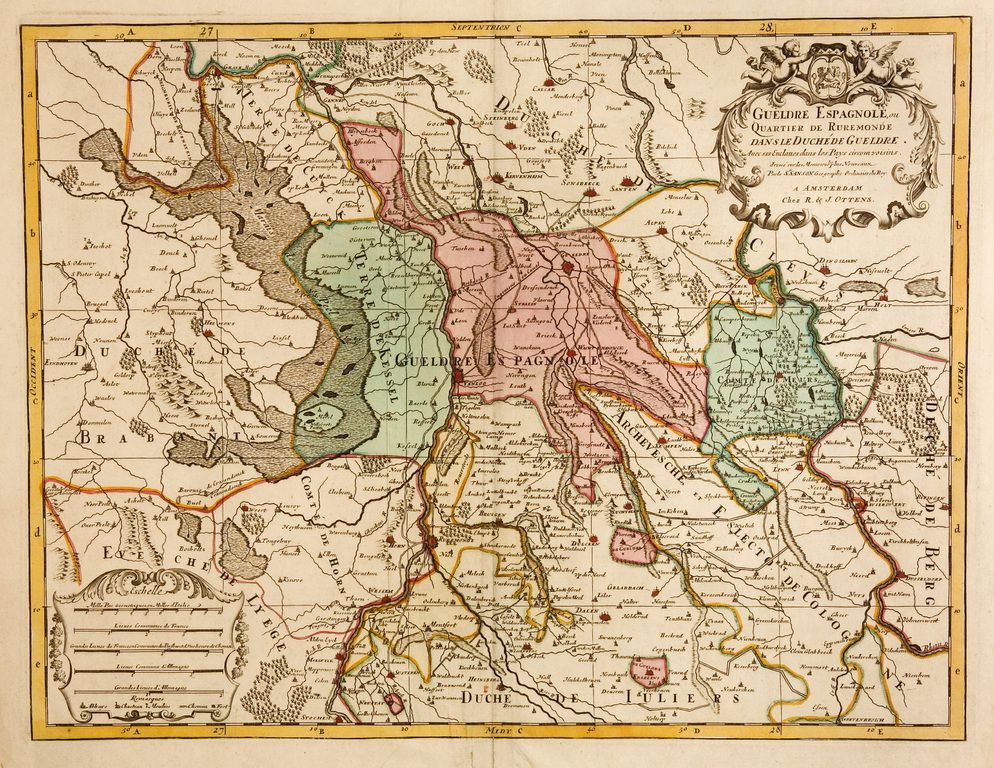
Spanisch Geldern oder das Quartier von Roermond des Herzogtums Geldern im 18. Jahrhundert

Das Oberquartier, also der flussaufwärts der Rur gelegene Teil, blieb als Obergeldern (ndl. Opper-Gelre, span. Güeldres Superior) oder Spanisch Geldern in den Händen des spanischen Königs und wurde ein Teil der spanischen Niederlande. Diese Konstellation wurde durch den Frieden von Münster bestätigt und verfestigt. Neben der Stadt Geldern waren auch Venlo und Roermond wichtige Orte jenes Oberquartiers.

### Bereich des Oberquartiers

#### Ämter
Das Oberquartier bestand aus verschiedenen Ämtern.
- Amt Kessel: Baarlo, Blerick, Helden, Kessel, Maasbree, Sevenum, Swolgen, Venray und Wanssum (seit 2010 Gemeinde Venray)

- Amt Geldern: Aldekerk, Geldern, Kapellen, Kevelaer, Nieukerk, Pont, Rheurdt, Schaephuysen, Stenden, Tönisberg, Veert, Vernum und Wetten

- Amt Middelaar: Middelaar

- Amt Straelen: Straelen

- Amt Wachtendonk: Wachtendonk

- Amt Krickenbeck: Grefrath, Herongen, Hinsbeck, Leuth, Lobberich, Viersen und Wankum

- Amt Montfort: Asselt, Beesel, Belfeld, Echt, Ohé en Laak (heute Gemeinde Maasbracht), Elmpt, Linne, Maasbracht, Montfort, Nieuwstadt, Posterholt, Roosteren (heute Gemeinde Echt-Susteren), Sint Odiliënberg, Swalmen und  Vlodrop

- Amt Erkelenz: Erkelenz, Kückhoven, Niederkrüchten, Oberkrüchten und  Wegberg.

#### Außerhalb der Ämter
- in der heutigen Gemeinde Venray: Blitterswijck, Geysteren, Oostrum-Spralant, Oirlo, Meerlo
- in der heutigen Gemeinde Horst aan de Maas: Broekhuizenvorst, Broekhuizen, Horst, Grubbenvorst, Lottum
- Afferden, Well, Arcen, Velden, Venlo und Roermond;
- Twisteden, Kleinkevelaer, Walbeck und Rayen.

Später kamen hinzu:
- ab 1570: Weert, Nederweert und Wessem
- ab 1670: Meijel, Hunsel, Kessenich, Obbicht und Papenhoven (heute Gemeinde Born, Dalenbroek, Herten und Maasniel).
- zeitweise war der geldrische Herzog Vogt des Reichsstiftes Thorn
- Unter geldrischem Einfluss standen zeitweilig Hamb, Wickrath, Myllendonk und Hoerstgen

### Aufteilung nach 1713

Aufteilung Obergeldern nach dem Frieden von Utrecht zwischen Preußen, den Niederlanden, Pfalz-Neuburg und Österreich

Nach dem spanischen Erbfolgekrieg wurde 1713 im Frieden von Utrecht auch dieses Gebiet nochmals in vier Teile weiter aufgeteilt, und zwar:
- Preußisch-Obergeldern (preußisches Oberquartier):

Der größte Teil Obergelderns mit der Hauptstadt Geldern selbst kam in die Hände von Preußen. Auf diese Weise gerieten auch aus dem nördlichen Bereich der heutigen niederländischen Provinz Limburg einige rechts der Maas liegende Orte unter preußische Verwaltung: Arcen, Afferden, Bergen, Middelaar, Velden und Well. Hinzu kam links der Maas der gesamte Bereich zwischen Kessel und Venray. Diese Gebiete wurden 1815 niederländisch.
- Niederländisch-Obergeldern:

Venlo und seine Umgebung kamen als „Staats-Opper-Gelre“ als Generalitätsland zur Republik der Vereinigten Niederlande.
- Jülichisch-Obergeldern:

Das Gebiet von Erkelenz fiel an das Haus Pfalz-Neuburg, das in Personalunion auch das Herzogtum Jülich und die Kurpfalz besaß.
- Österreichisch-Obergeldern:

Nur Roermond und einige umliegende Gemeinden blieben als Österreichisch Geldern unter der Herrschaft (nunmehr des österreichischen Zweiges) der Habsburger. Es handelte sich dabei neben der Stadt Roermond selbst auch noch um die Ortschaften Herten bei Roermond, Maasniel, Meijel, Nederweert, Swalmen und Asselt, Weert und Wessem, sowie um die jetzt in Deutschland liegenden Gemeinden Cruchten (heute: Niederkrüchten, einschließlich Brempt und Elmpt) und Wegberg (einschl. Rickelrath).
Weert, Wessem und Nederweert waren Freie Herrlichkeiten; Herten (bei Roermond) und Maasniel waren zusammen mit den Dörfern Leeuwen, Merum, Ool und Asenray ein Teil der Herrlichkeit Daelenbroeck.
Österreichisch Geldern bildete kein zusammenhängendes Gebiet. Weiter südlich an der Maas lagen auch noch Obbicht und Papenhoven, beide Gebiete fielen jedoch bereits 1785 durch den Vertrag von Fontainebleau an Niederländisch-Obergeldern.
Das kleine Gebiet Österreichisch Geldern war 1790 eines der Gründungsmitglieder der „Vereinigten Belgischen Staaten“.
Der westliche Teil von Preußisch-Obergeldern kam 1815 durch die Beschlüsse des Wiener Kongresses wieder zum Gebiet des Vereinigten Königreichs der Niederlande, genauso wie das Gebiet der Stadt Venlo mit ihrer Umgebung, das zuvor als „Staats-Opper-Gelre“ bezeichnet wurde, und außerdem auch das frühere österreichisch-Geldern mit der Stadt Roermond. Alle diese Teile des früheren Oberquartiers gingen damals in der großen niederländischen Provinz Limburg auf. Die genaue Aufteilung lässt sich aus den Artikeln über das Rur-Département und das Département Niedermaas ersehen.
Die ursprüngliche Einheit des geldrischen Oberquartiers, dessen Keimzelle und geografisches Zentrum die Stadt Geldern war, und das bis 1703 jahrhundertelang zu den Niederlanden gehört hatte, war dadurch gut hundert Jahre später verloren gegangen, wenngleich auch ein Teil wieder niederländisch wurde.

### Das Wappen der Provinz Limburg

Wappen der niederländischen Provinz Limburg

Man kann das niederländische Nord- und teilweise auch Mittellimburg ebenso wie die Stadt Geldern selbst als Erben des alten geldrischen Kerngebiets ansehen. Sie teilen eine lange Geschichte, die durch die heutige Staatsgrenze und den (im historischen Maßstab vergleichsweise) neuen Provinznamen „Limburg“ (erst seit 1815), beinahe völlig unkenntlich gemacht wurde.
Die Bedeutung dieses Erbes (im allgemeinen Sinn) wird auch auf heraldische Weise zum Ausdruck gebracht. Das viergeteilte Provinzwappen der niederländischen Provinz Limburg zeigt neben dem ungekrönten schwarzen Löwen von Jülich (rechts oben) auch den gekrönten roten der Grafschaft Valkenburg (links oben) und den gekrönten goldenen von Geldern, sowie auch die Hörner der Grafschaft Hoorn.

## Sprache
Obergeldern war ein integraler Bestandteil des niederländischen Sprachgebiets. Der hiesige Dialekt wird als kleverländisch eingeordnet, wobei es einerseits Einflüsse der brabantischen Schriftsprache gab, andererseits auch durch das Hochdeutsche. Geldern war eine niederländischsprachige Stadt. Die Archive aus jener Zeit sind dort also auch auf Niederländisch. Dadurch, dass Otto von Bismarck ab 1870 verordnete, dass im Deutschen Kaiserreich keine andere Sprache mehr als das Hochdeutsche gelehrt oder amtlich gebraucht werden durfte, ist der Gebrauch der niederländischen Sprache in den ehemals obergeldrischen Gebieten der deutschen Region Niederrhein stark zurückgegangen.